# Thomas Schnabel
Thomas Schnabel (* 1952 in Heilbronn) ist ein deutscher Historiker.

## Wirken
Schnabel studierte Geschichte, Deutsch und Politik an der Universität Freiburg im Breisgau und wurde mit einer Arbeit über Württemberg zwischen Weimar und Bonn promoviert. Er war zunächst als Vorstandsassistent in einem Familienverband tätig und arbeitete seit 1989 an der Vorbereitung der Eröffnung des von 2002 bis zu seiner Pensionierung 2018 von ihm geleiteten Hauses der Geschichte Baden-Württemberg in Stuttgart. Er ist Lehrbeauftragter am Historischen Seminar der Universität Heidelberg. Seit 2024 ist er Vorsitzender des Historischen Vereins Heilbronn.

## Schriften (Auswahl)
- mit Christoph E. Palmer (Hrsg.): Matthias Erzberger 1875–1921. Patriot und Visionär. Hohenheim Verlag, Stuttgart 2007.[2]
- Kriegsende in Südwestdeutschland. Baier, Crailsheim 2005.
- Geschichte von Baden und Württemberg 1900–1952. Kohlhammer, Stuttgart 2000.
- mit Alfred Kube: Südwestdeutschland und die Entstehung des Grundgesetzes. Neckar-Verlag, Villingen-Schwenningen 1989.
- Württemberg zwischen Weimar und Bonn 1928 bis 1945/46. Kohlhammer, Stuttgart 1986.
- mit Gerd R. Ueberschär: Endlich Frieden! Das Kriegsende in Freiburg 1945. Schillinger, Freiburg i. Br. 1985.